# Sten Suvio
Sten Suvio (tidigare Schuschin), född 25 november 1911 i Viborgs landskommun, död 19 oktober 1988 i Helsingfors, var en finländsk boxare och tränare. 
Suvio vann 1936 OS-guld i Berlin (66,6 kg) och var 1933–1936 finländsk mästare i mellanvikt (66,5–66,7 kg). Han deltog i 5 landskamper (5 segrar) och gick 330 matcher (19 förluster) som amatör. Han blev professionell 1936 och fram till 1949 gick han 47 matcher (35 segrar); förlorade ingen match i Finland 1934–1949. Han verkade 1949–1957 som chefstränare i Sverige, tre år som tränare i Turkiet, Europalagets tränare i USA 1951.